# Semaeopus miniata
Semaeopus miniata är en fjärilsart som beskrevs av Druce 1899. Semaeopus miniata ingår i släktet Semaeopus och familjen mätare. Inga underarter finns listade i Catalogue of Life.